# 賽馬公園站
賽馬公園站（：／ Gyeongma-gongwon yeok */?）是首都圈电铁4号线沿線的一座地下車站，位於韓國京畿道果川市果川洞。本站原先並不在果川線的規劃路網內，而是在韓國馬事會的要求下增設。開通時的站名是賽馬場站（경마장역），但礙於與賭博有關聯恐導致形象不佳，而於2000年時改為現在的站名。

## 車站構造
站體為2面2線側式月台的地下車站，候車月台設有月台幕門，並有6處出口。

### 月台配置
| ↑ 立岩       |
| \| ２        |
| 首爾大公園 ↓ |

| 月台 | 路線             | 目的地                 |
| ---- | ---------------- | ---------------------- |
| 1    | ●首都圈电铁4号线 | 舍堂、首爾站、堂嶺方向 |
| 2    | ●首都圈电铁4号线 | 衿井、安山、烏耳島方向 |

## 歷史
- 1994年4月1日：果川線賽馬場站（경마장역）落成啟用。
- 2000年1月1日：站名改為賽馬公園站（경마공원역）。
- 2010年9月1日：降格為無配置簡易站。
- 2015年1月1日：裝設月台門。

## 車站周邊
- 果川市環境事業所
- 韓國馬事會（朝鲜语：한국마사회）
- 首爾賽馬公園

## 相鄰車站
韓國鐵道公社
●首都圈电铁4号线
急行、緩行
立岩（435）－賽馬公園（436）－首爾大公園（437）